# Liste der U-23-Weltmeister im Rennrodeln
Die U-23-Weltmeisterschaft im Rennrodeln ist eine seit 2011 vorgenommene Sonderwertung im Rahmen der Rennrodel-Weltmeisterschaften. In dieser Wertung werden junge Rodlerinnen und Rodler, die vor einem bestimmten Stichtag geboren wurden und im Allgemeinen zum Zeitpunkt der Weltmeisterschaften maximal 22 Jahre alt waren, in Ausnahmen auch aufgrund der Stichtagregelung etwas älter, gewertet. Die bestplatzierten Teilnehmer werden U-23-Weltmeister, die beiden weiteren Schnellsten gewinnen die Silber- und die Bronzemedaille. Die Wettbewerbe werden nicht in Jahren mit Olympischen Winterspielen durchgeführt, da hier traditionell keine Weltmeisterschaften durchgeführt werden.
Erfolgreichste Teilnehmer sind bei den Frauen Julia Taubitz mit zwei Titeln und einer Silbermedaille sowie Anna Berreiter mit zwei Teiteln und Summer Britcher mit einmal Gold und zweimal Silber, bei den Männern Felix Loch und Roman Repilow mit je zwei Titeln sowie Dominik Fischnaller mit einem Titel und zwei dritten Rängen, bei den Doppelsitzern Wsewolod Kaschkin & Konstantin Korschunow mit zwei Titeln, Tristan Walker und Justin Snith sowie Ivan Nagler & Fabian Malleier mit je einem Titel und zwei Silbermedaillen, Patrick Rastner & Ludwig Rieder mit einem kompletten Medaillensatz sowie Florian Gruber & Simon Kainzwaldner mit drei Silbermedaillen.

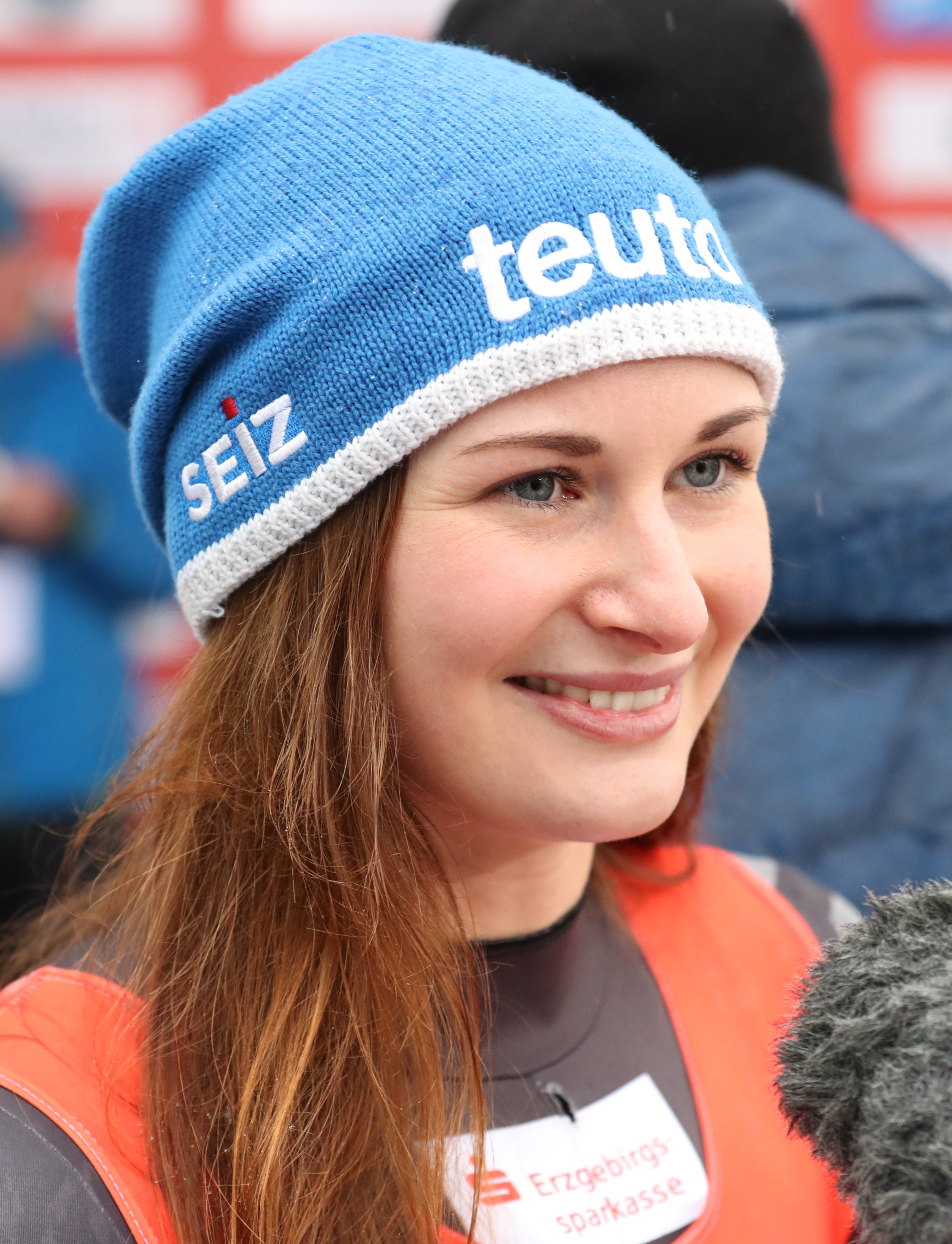
Julia Taubitz
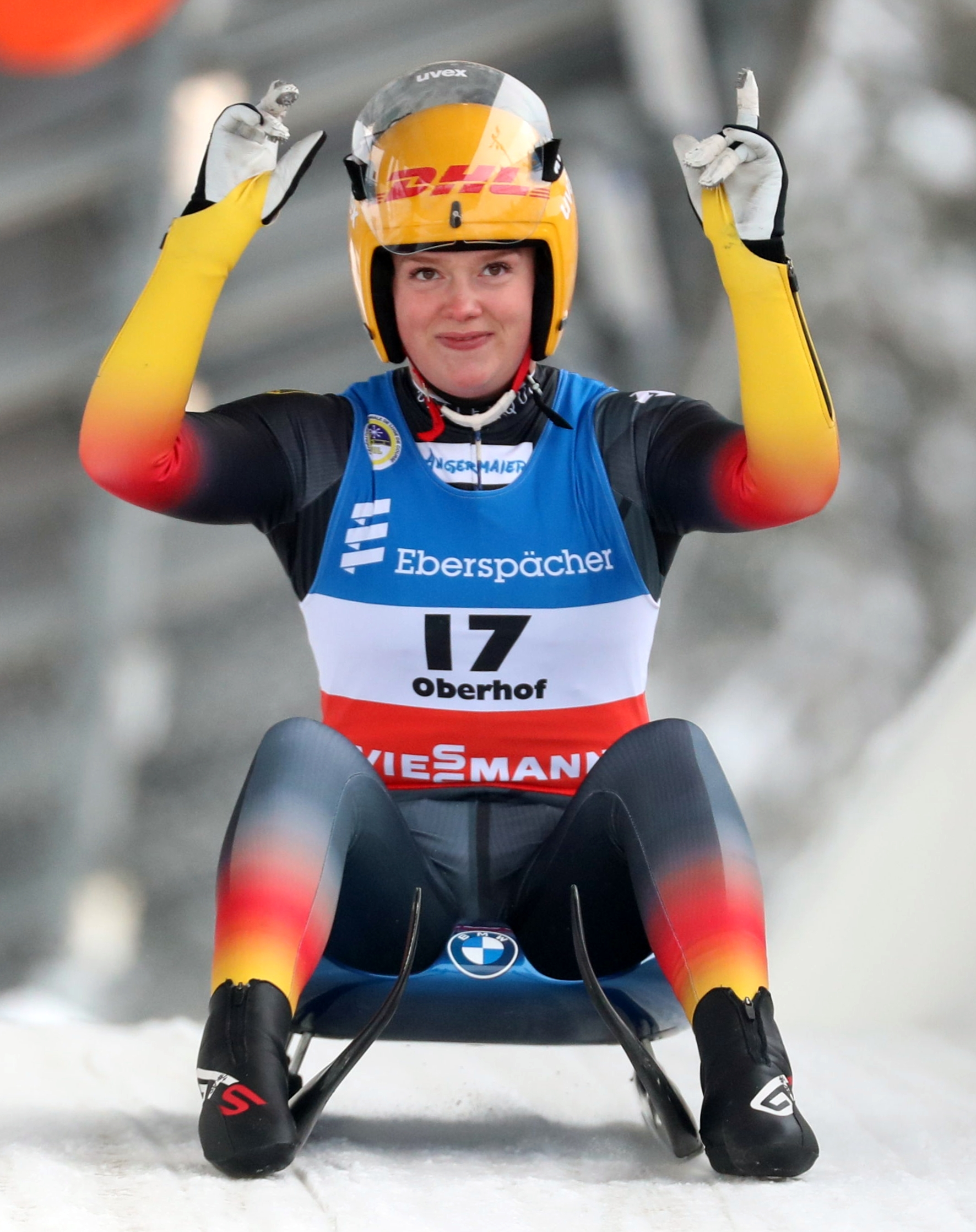
Anna Berreiter
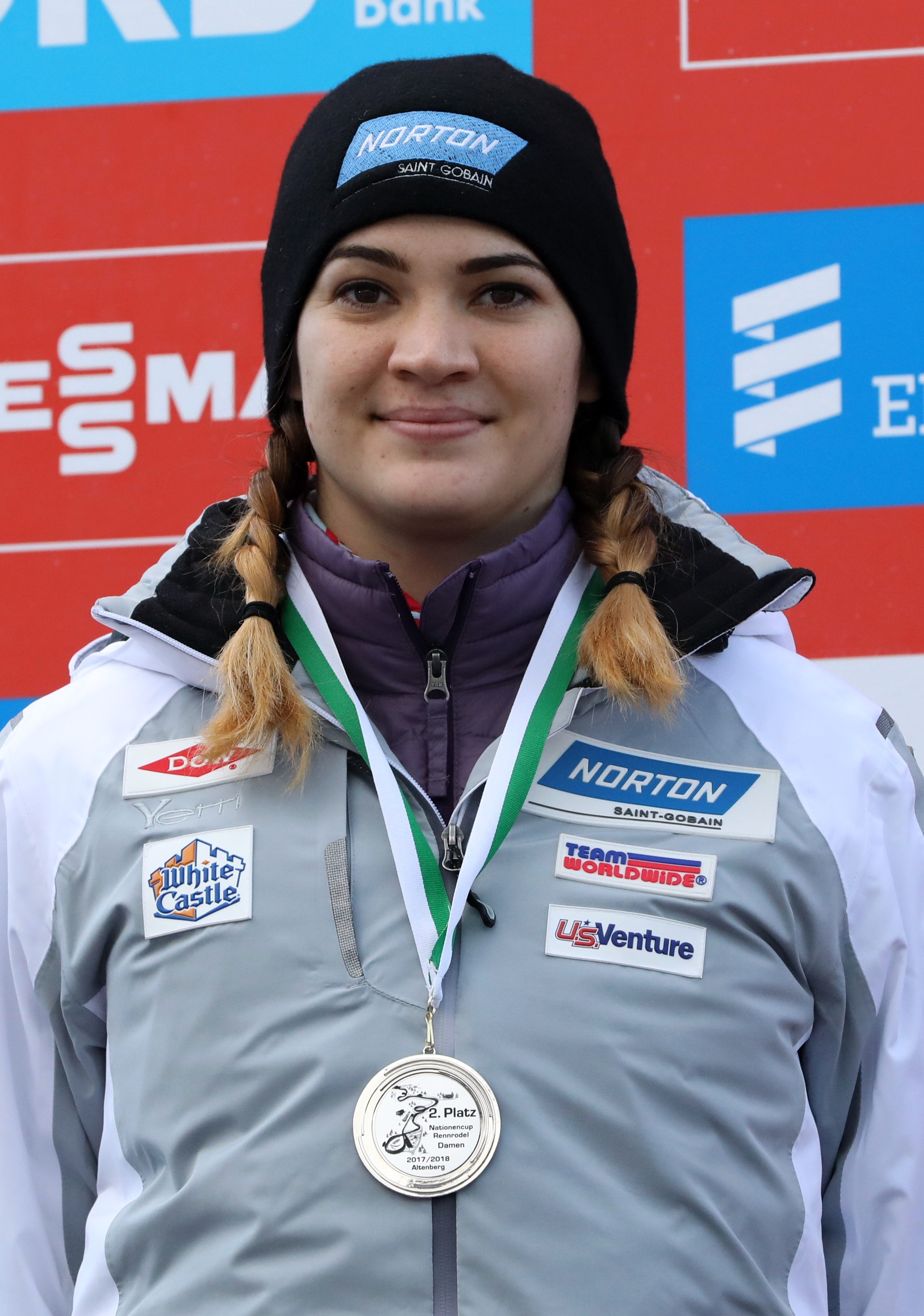
Summer Britcher
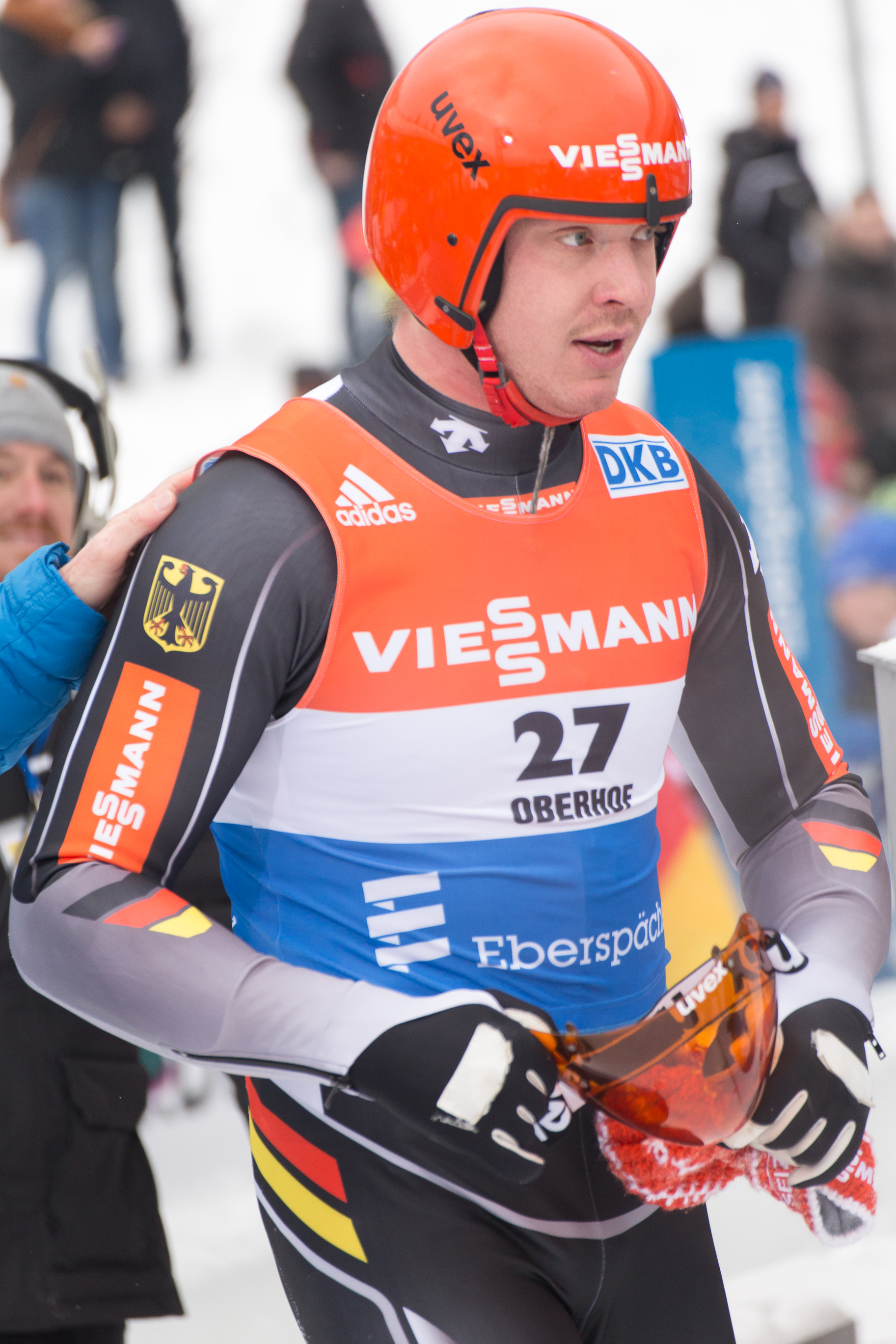
Felix Loch
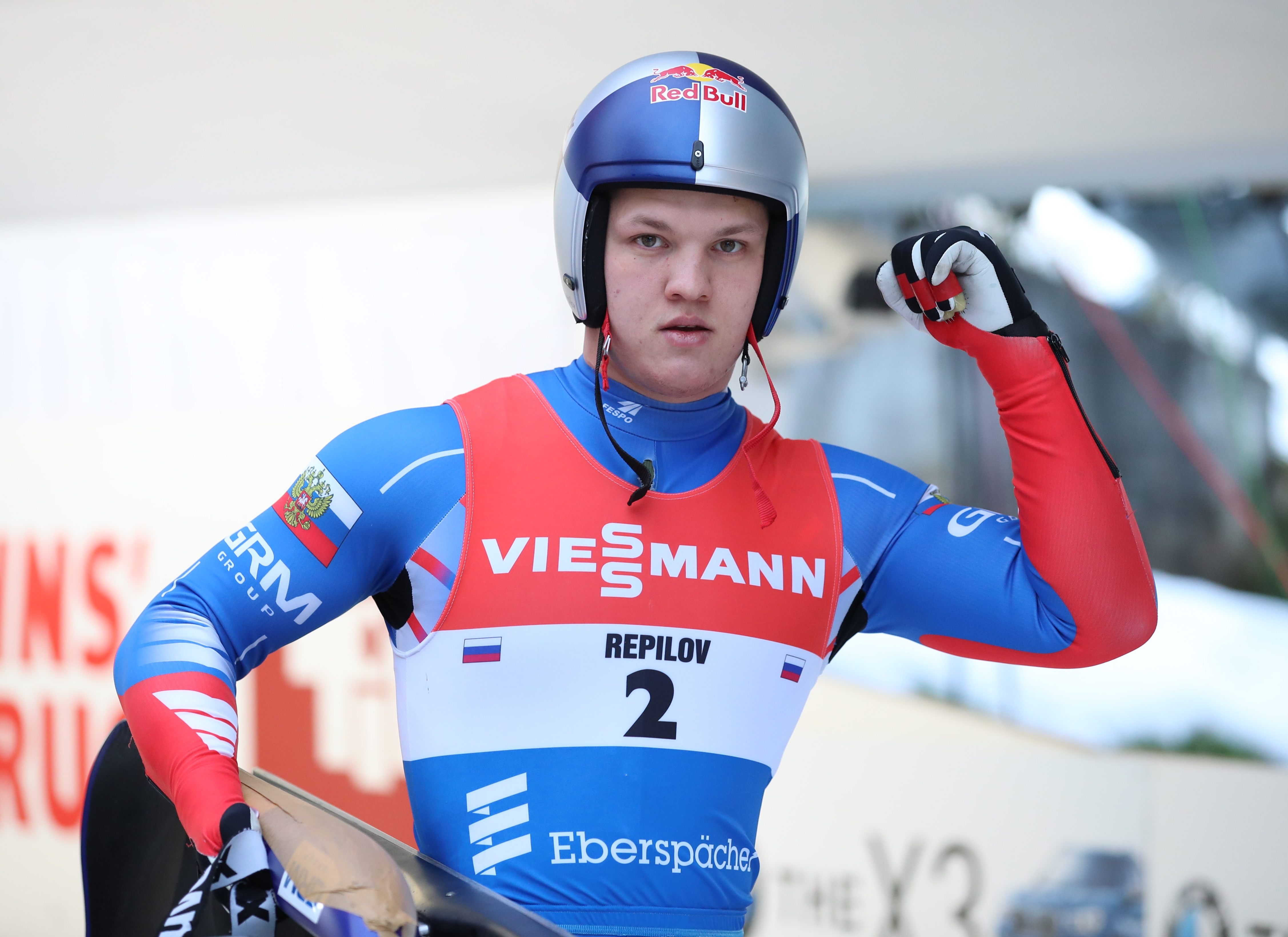
Roman Repilow
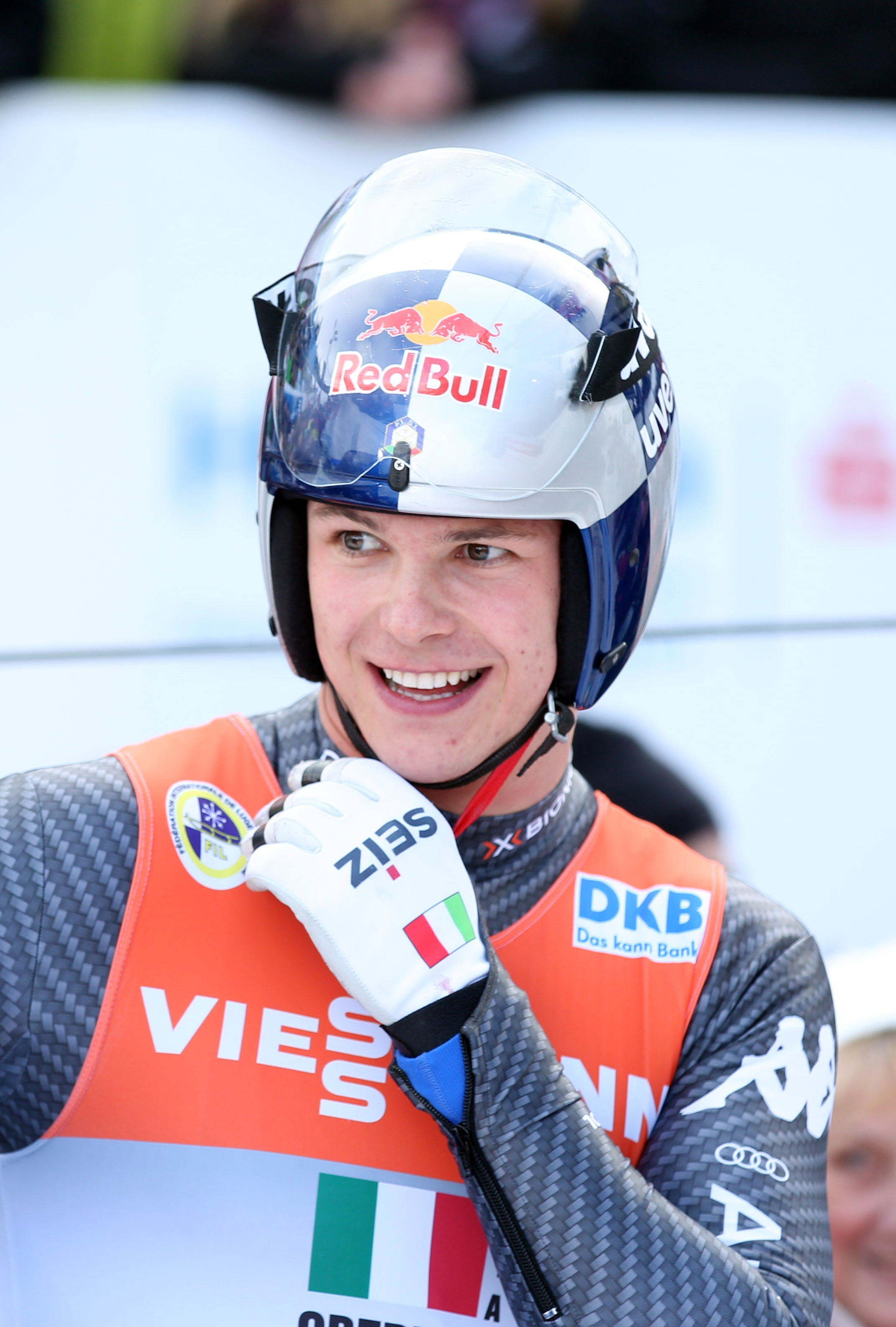
Dominik Fischnaller
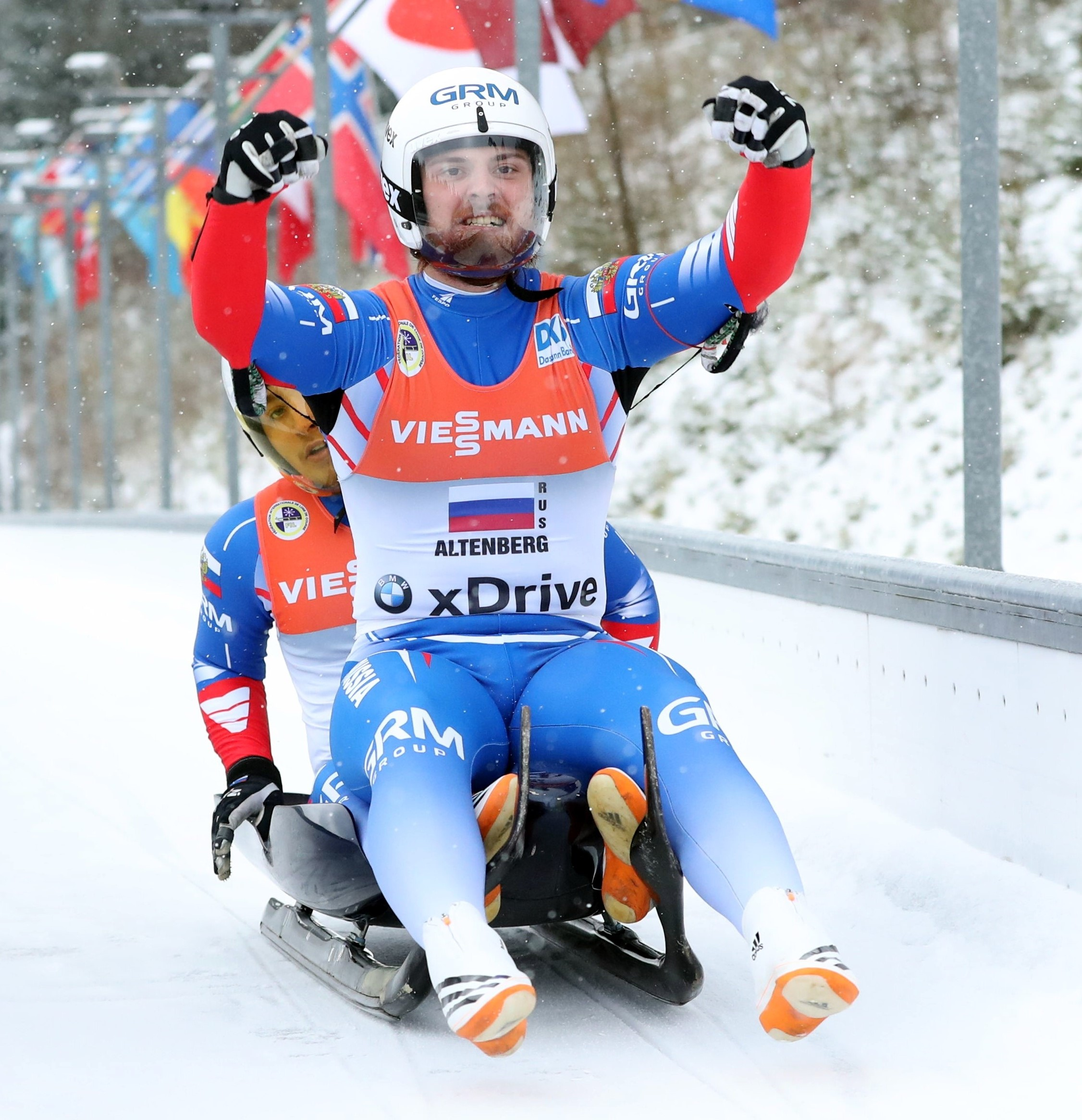
Kaschkin/Korschunow
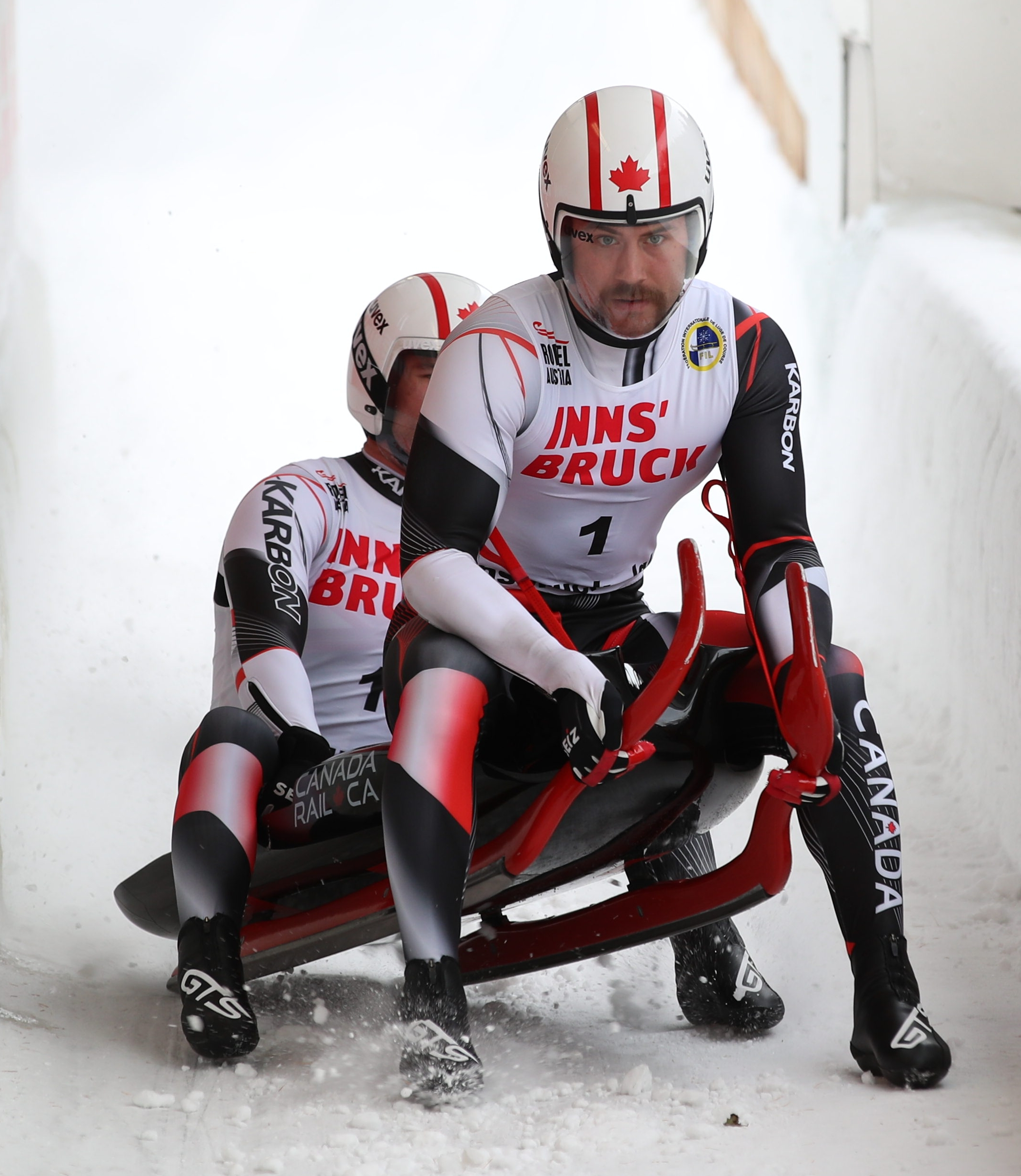
Walker/Snith
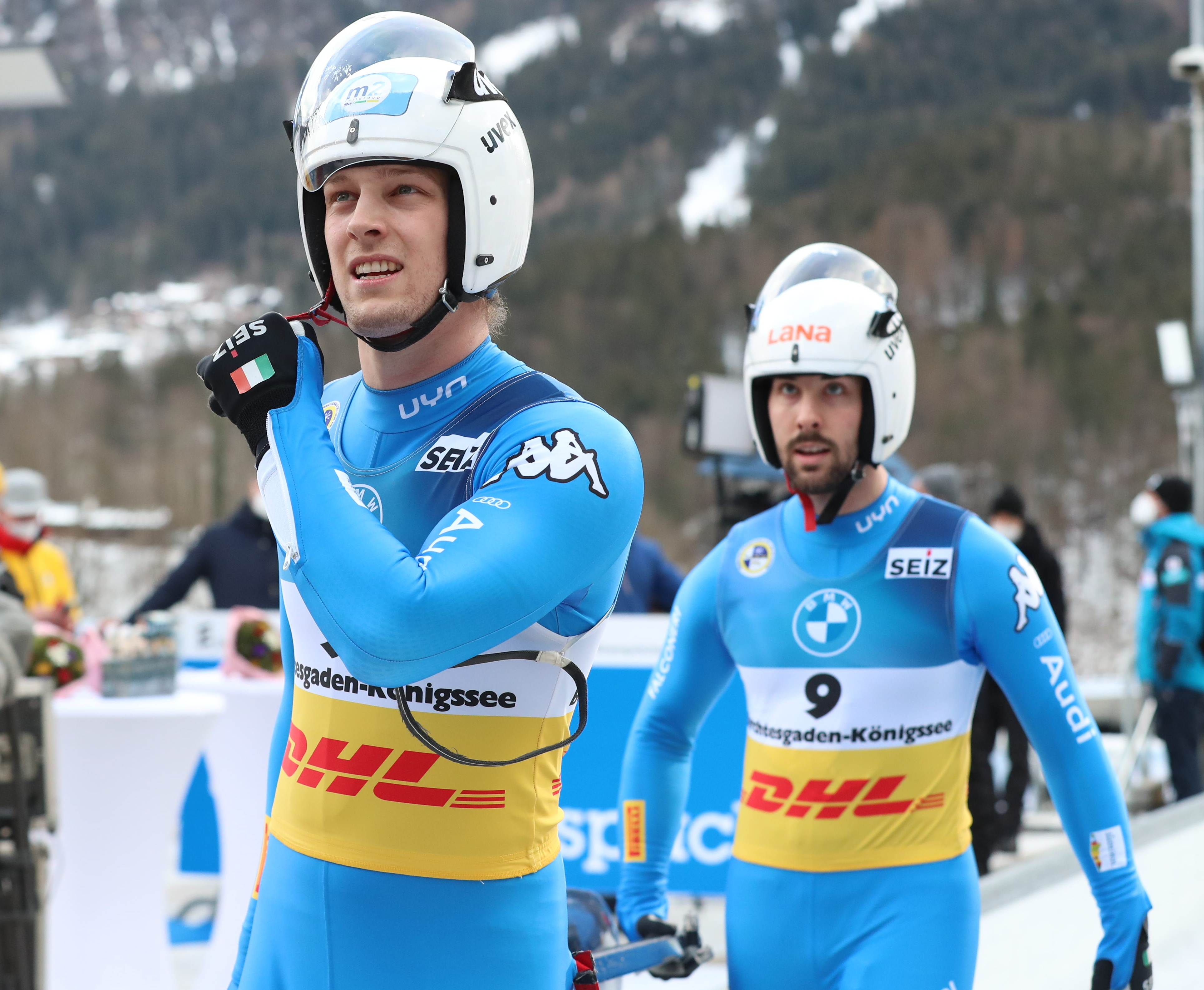
Nagler/Malleier
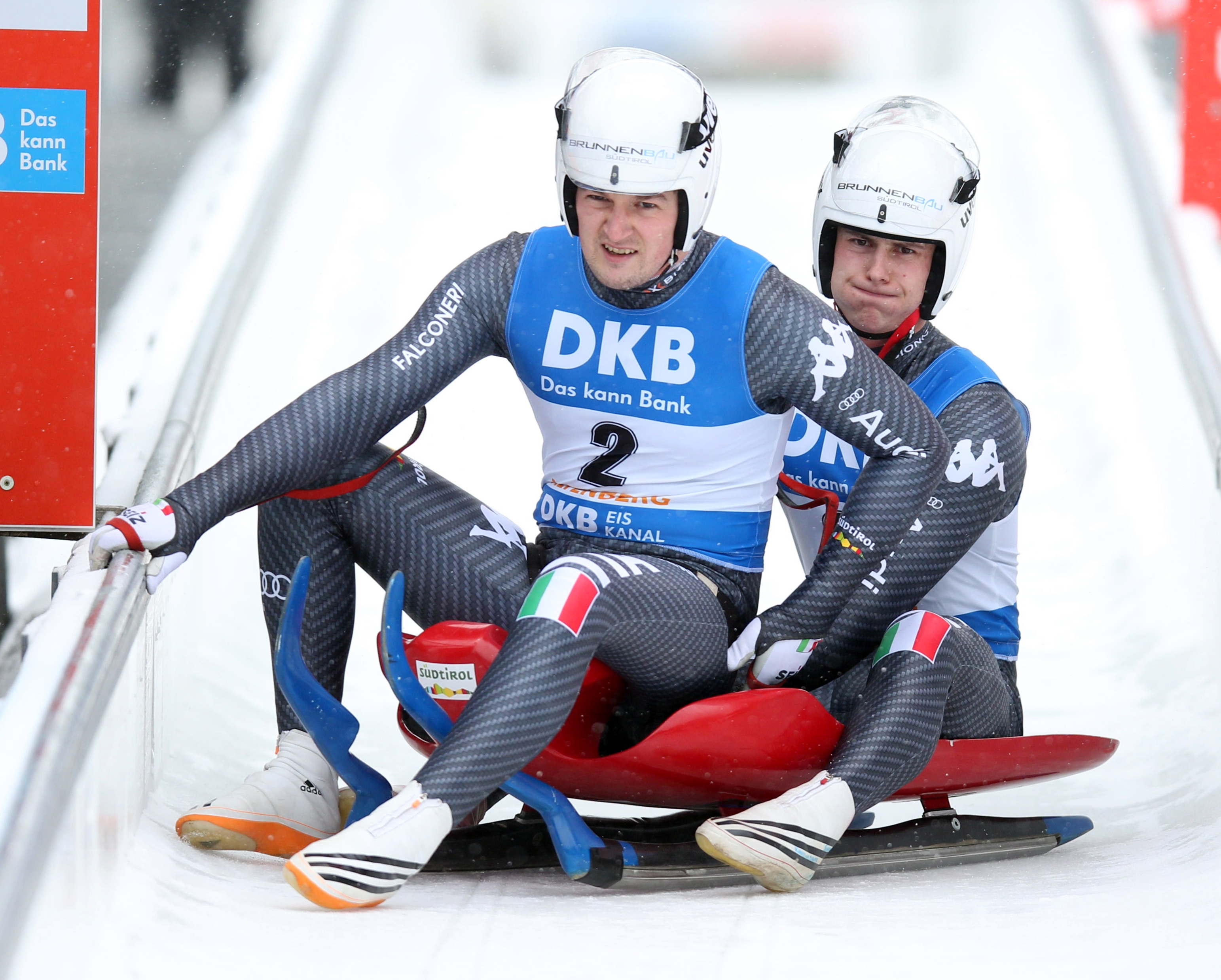
Gruber/Kainzwaldner
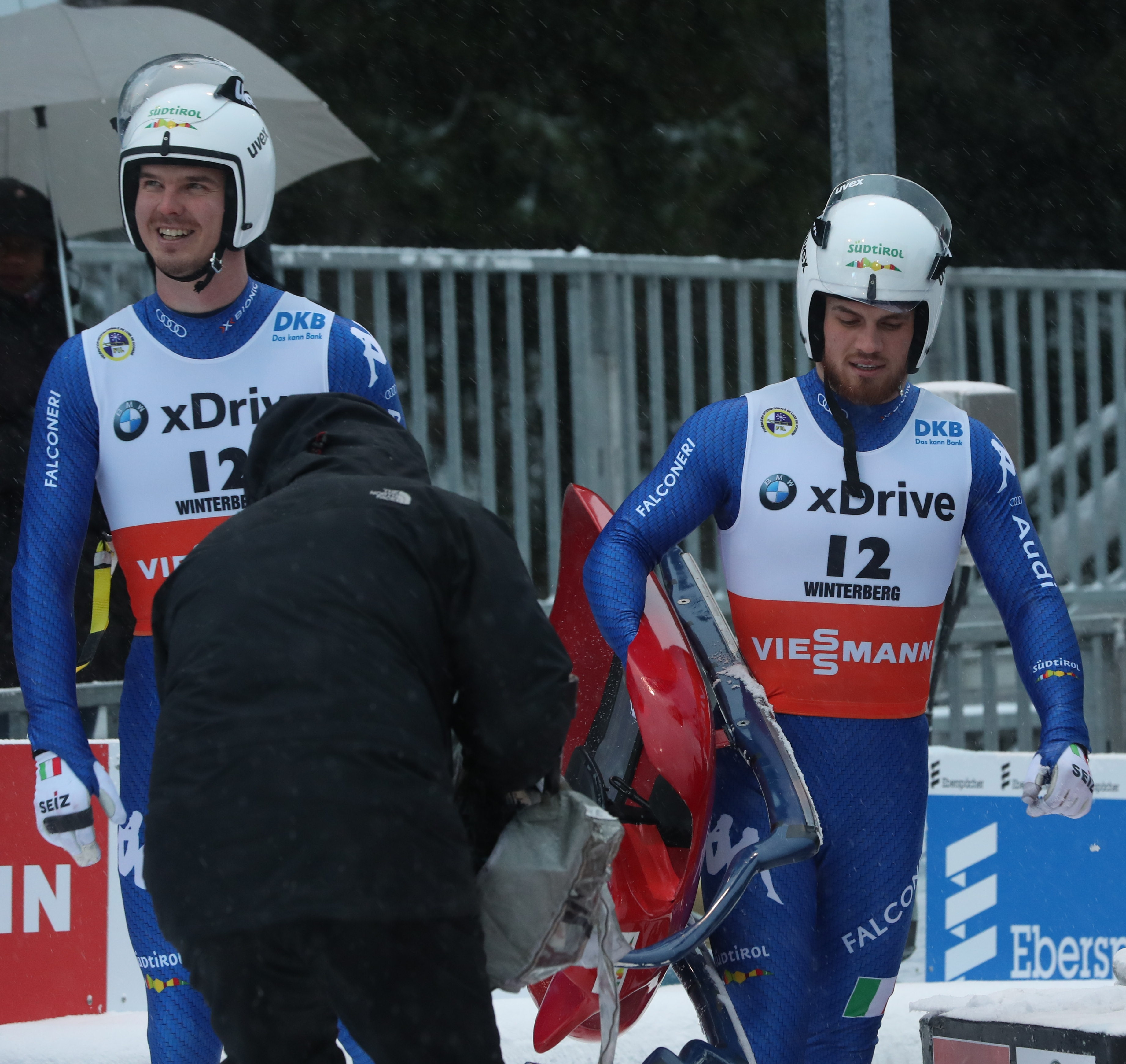
Rieder/Rastner

## Einsitzer weiblich
| U23-Weltmeisterschaften | U23-Weltmeisterschaften | Gold                 | Silber             | Bronze                |
| ----------------------- | ----------------------- | -------------------- | ------------------ | --------------------- |
| 2011                    | Cesana Pariol           | Natalie Geisenberger | Carina Schwab      | Sandra Gasparini      |
| 2012                    | Altenberg               | Tatjana Iwanowa      | Dayna Clay         | Sandra Gasparini      |
| 2013                    | Whistler                | Aileen Frisch        | Kimberley McRae    | Arianne Jones         |
| 2015                    | Sigulda                 | Jekaterina Katnikowa | Summer Britcher    | Jekaterina Baturina   |
| 2016                    | Königssee               | Julia Taubitz        | Summer Britcher    | Wiktorija Demtschenko |
| 2017                    | Igls                    | Summer Britcher      | Julia Taubitz      | Wiktorija Demtschenko |
| 2019                    | Winterberg              | Julia Taubitz        | Hannah Prock       | Natalie Maag          |
| 2020                    | Sotschi                 | Anna Berreiter       | Cheyenne Rosenthal | Madeleine Egle        |
| 2021                    | Königssee               | Anna Berreiter       | Lisa Schulte       | Ashley Farquharson    |

## Einsitzer männlich
| U23-Weltmeisterschaften | U23-Weltmeisterschaften | Gold                 | Silber                | Bronze              |
| ----------------------- | ----------------------- | -------------------- | --------------------- | ------------------- |
| 2011                    | Cesana Pariol           | Felix Loch           | Wolfgang Kindl        | Reinhard Egger      |
| 2012                    | Altenberg               | Felix Loch           | Jewgeni Woskressenski | Dominik Fischnaller |
| 2013                    | Whistler                | Dominik Fischnaller  | Taylor Morris         | John Fennell        |
| 2015                    | Sigulda                 | Alexander Peretjagin | Riks Rozītis          | Dominik Fischnaller |
| 2016                    | Königssee               | Tucker West          | David Gleirscher      | Armin Frauscher     |
| 2017                    | Igls                    | Roman Repilow        | Armin Frauscher       | Theo Gruber         |
| 2019                    | Winterberg              | Roman Repilow        | Kristers Aparjods     | Jonathan Gustafson  |
| 2020                    | Sotschi                 | Jonas Müller         | Kristers Aparjods     | Jonathan Gustafson  |
| 2021                    | Königssee               | Max Langenhan        | Moritz Bollmann       | Gints Bērziņš       |

## Doppelsitzer
| U23-Weltmeisterschaften | U23-Weltmeisterschaften | Gold                                            | Silber                                   | Bronze                                      |
| ----------------------- | ----------------------- | ----------------------------------------------- | ---------------------------------------- | ------------------------------------------- |
| 2011                    | Cesana Pariol           | ItalienPatrick Rastner Ludwig Rieder            | KanadaTristan Walker Justin Snith        | DeutschlandToni Eggert Sascha Benecken      |
| 2012                    | Altenberg               | RusslandAlexander Denissjew Wladislaw Antonow   | KanadaTristan Walker Justin Snith        | ItalienPatrick Rastner Ludwig Rieder        |
| 2013                    | Whistler                | KanadaTristan Walker Justin Snith               | ItalienPatrick Rastner Ludwig Rieder     | RusslandAndrei Bogdanow Andrei Medwedew     |
| 2015                    | Sigulda                 | RusslandAndrei Bogdanow Andrei Medwedew         | ItalienFlorian Gruber Simon Kainzwaldner | SüdkoreaPark Jin-yong Jung Myung-cho        |
| 2016                    | Königssee               | PolenWojciech Chmielewski Jakub Kowalewski      | ItalienFlorian Gruber Simon Kainzwaldner | SüdkoreaPark Jin-yong Jung Myung-cho        |
| 2017                    | Igls                    | ÖsterreichThomas Steu Lorenz Koller             | ItalienFlorian Gruber Simon Kainzwaldner | LettlandKristens Putins Imants Marcinkēvičs |
| 2019                    | Winterberg              | RusslandWsewolod Kaschkin Konstantin Korschunow | ItalienIvan Nagler Fabian Malleier       | RumänienMarian Gîtlan Flavius Crăciun       |
| 2020                    | Sotschi                 | RusslandWsewolod Kaschkin Konstantin Korschunow | ItalienIvan Nagler Fabian Malleier       | KasachstanSemen Mikov Andrey Shander        |
| 2021                    | Königssee               | ItalienIvan Nagler Fabian Malleier              | DeutschlandHannes Orlamünder Paul Gubitz | LettlandMārtiņš Bots Roberts Plūme          |

## Erfolgreichste Athleten
- Platzierung: Gibt die Reihenfolge der Athleten wieder. Diese wird durch die Anzahl der Goldmedaillen bestimmt. Bei gleicher Anzahl werden die Silbermedaillen verglichen und anschließend die errungenen Bronzemedaillen.
- Name: Nennt den Namen des Athleten.
- Land: Nennt das Land, für das der Athlet startete.
- Von: Das Jahr, in dem der Athlet die erste Medaille gewonnen hat.
- Bis: Das Jahr, in dem der Athlet die letzte Medaille gewonnen hat.
- Gold: Nennt die Anzahl der gewonnenen Goldmedaillen.
- Silber: Nennt die Anzahl der gewonnenen Silbermedaillen.
- Bronze: Nennt die Anzahl der gewonnenen Bronzemedaillen.
- Gesamt: Nennt die Anzahl aller gewonnenen Medaillen.
- Zur besseren Übersichtlichkeit werden nur die 25 besten Männer und 20 besten Frauen aufgeführt.
- Medaillen aus dem Teamwettbewerb wurden bei der Übersicht nicht berücksichtigt.

### Frauen-Einsitzer
| Platz              | Name                 | Land               | Von  | Bis  | Gold | Silber | Bronze | Gesamt |
| ------------------ | -------------------- | ------------------ | ---- | ---- | ---- | ------ | ------ | ------ |
| 1.                 | Julia Taubitz        | Deutschland        | 2016 | 2019 | 2    | 1      | –      | 3      |
| 2.                 | Anna Berreiter       | Deutschland        | 2019 | 2021 | 2    | –      | –      | 2      |
| 3.                 | Summer Britcher      | Vereinigte Staaten | 2015 | 2017 | 1    | 2      | –      | 3      |
| 4.                 | Natalie Geisenberger | Deutschland        | 2011 | 2011 | 1    | –      | –      | 1      |
| 4.                 | Tatjana Iwanowa      | Russland           | 2012 | 2012 | 1    | –      | –      | 1      |
| 4.                 | Aileen Frisch        | Deutschland        | 2013 | 2013 | 1    | –      | –      | 1      |
| 4.                 | Jekaterina Katnikowa | Russland           | 2015 | 2015 | 1    | –      | –      | 1      |
| 8.                 | Dayna Clay           | Kanada             | 2012 | 2012 | –    | 1      | –      | 1      |
| 8.                 | Kimberley McRae      | Kanada             | 2013 | 2013 | –    | 1      | –      | 1      |
| 8.                 | Hannah Prock         | Österreich         | 2019 | 2019 | –    | 1      | –      | 1      |
| 8.                 | Cheyenne Rosenthal   | Deutschland        | 2020 | 2020 | –    | 1      | –      | 1      |
| 8.                 | Lisa Schulte         | Österreich         | 2021 | 2021 | –    | 1      | –      | 1      |
| 8.                 | Carina Schwab        | Deutschland        | 2011 | 2011 | –    | 1      | –      | 1      |
| Stand: U23-WM 2021 |                      |                    |      |      |      |        |        |        |

### Männer-Einsitzer
| Platz              | Name                  | Land               | Von  | Bis  | Gold | Silber | Bronze | Gesamt |
| ------------------ | --------------------- | ------------------ | ---- | ---- | ---- | ------ | ------ | ------ |
| 1.                 | Felix Loch            | Deutschland        | 2011 | 2012 | 2    | –      | –      | 2      |
| 1.                 | Roman Repilow         | Russland           | 2017 | 2019 | 2    | –      | –      | 2      |
| 3.                 | Dominik Fischnaller   | Italien            | 2012 | 2015 | 1    | –      | 2      | 3      |
| 4.                 | Max Langenhan         | Deutschland        | 2020 | 2020 | 1    | –      | –      | 1      |
| 4.                 | Jonas Müller          | Österreich         | 2020 | 2020 | 1    | –      | –      | 1      |
| 4.                 | Alexander Peretjagin  | Russland           | 2015 | 2015 | 1    | –      | –      | 1      |
| 4.                 | Tucker West           | Vereinigte Staaten | 2016 | 2016 | 1    | –      | –      | 1      |
| 8.                 | Kristers Aparjods     | Lettland           | 2019 | 2020 | –    | 2      | –      | 2      |
| 9.                 | Armin Frauscher       | Österreich         | 2016 | 2017 | –    | 1      | 1      | 2      |
| 10.                | Moritz Bollmann       | Deutschland        | 2021 | 2021 | –    | 1      | –      | 1      |
| 10.                | David Gleirscher      | Österreich         | 2016 | 2016 | –    | 1      | –      | 1      |
| 10.                | Wolfgang Kindl        | Österreich         | 2011 | 2011 | –    | 1      | –      | 1      |
| 10.                | Taylor Morris         | Vereinigte Staaten | 2013 | 2013 | –    | 1      | –      | 1      |
| 10.                | Riks Rozītis          | Lettland           | 2015 | 2015 | –    | 1      | –      | 1      |
| 10.                | Jewgeni Woskressenski | Russland           | 2012 | 2012 | –    | 1      | –      | 1      |
| Stand: U23-WM 2021 |                       |                    |      |      |      |        |        |        |

### Doppelsitzer
| Platz              | Name                                      | Land        | Von  | Bis  | Gold | Silber | Bronze | Gesamt |
| ------------------ | ----------------------------------------- | ----------- | ---- | ---- | ---- | ------ | ------ | ------ |
| 1.                 | Wsewolod Kaschkin & Konstantin Korschunow | Russland    | 2019 | 2020 | 2    | –      | –      | 2      |
| 2.                 | Ivan Nagler & Fabian Malleier             | Italien     | 2019 | 2021 | 1    | 2      | –      | 3      |
| 2.                 | Tristan Walker & Justin Snith             | Kanada      | 2011 | 2013 | 1    | 2      | –      | 3      |
| 4.                 | Patrick Rastner & Ludwig Rieder           | Italien     | 2011 | 2013 | 1    | 1      | 1      | 3      |
| 5.                 | Andrei Bogdanow & Andrei Medwedew         | Russland    | 2013 | 2015 | 1    | –      | 1      | 2      |
| 6.                 | Alexander Denissjew & Wladislaw Antonow   | Russland    | 2012 | 2012 | 1    | –      | –      | 1      |
| 6.                 | Wojciech Chmielewski & Jakub Kowalewski   | Polen       | 2016 | 2016 | 1    | –      | –      | 1      |
| 6.                 | Thomas Steu & Lorenz Koller               | Österreich  | 2017 | 2017 | 1    | –      | –      | 1      |
| 9.                 | Florian Gruber & Simon Kainzwaldner       | Italien     | 2015 | 2017 | –    | 3      | –      | 3      |
| 10.                | Hannes Orlamünder & Paul Gubitz           | Deutschland | 2021 | 2021 | –    | 1      | –      | 1      |
| Stand: U23-WM 2021 |                                           |             |      |      |      |        |        |        |

### Medaillenspiegel
| 01 | Deutschland        | 6 | 3 | – | 9 | 3 | 1 | – | 4 | – | 1 | 1 | 2 | 9 | 5 | 1 | 15 |
| 02 | Russland           | 2 | – | 3 | 5 | 3 | 1 | – | 4 | 4 | – | 1 | 5 | 9 | 1 | 4 | 14 |
| 03 | Italien            | – | – | 2 | 2 | 1 | – | 3 | 4 | 2 | 6 | 1 | 9 | 3 | 6 | 6 | 15 |
| 04 | Österreich         | – | 2 | 1 | 3 | 1 | 3 | 2 | 6 | 1 | – | – | 1 | 2 | 5 | 3 | 10 |
| 05 | Vereinigte Staaten | 1 | 2 | 1 | 4 | 1 | 1 | 3 | 5 | – | – | – | – | 2 | 3 | 4 | 9  |
| 06 | Kanada             | – | 2 | 1 | 3 | – | – | – | – | 1 | 2 | – | 3 | 1 | 4 | 1 | 6  |
| 07 | Polen              | – | – | – | – | – | – | – | – | 1 | – | – | 1 | 1 | – | – | 1  |
| 08 | Lettland           | – | – | – | – | – | 3 | 1 | 4 | – | – | 2 | 2 | – | 3 | 3 | 6  |
| 09 | Südkorea           | – | – | – | – | – | – | – | – | – | – | 2 | 2 | – | – | 2 | 2  |
| 10 | Schweiz            | – | – | 1 | 1 | – | – | – | – | – | – | – | – | – | – | 1 | 1  |
| 10 | Rumänien           | – | – | – | – | – | – | – | – | – | – | 1 | 1 | – | – | 1 | 1  |
| 10 | Kasachstan         | – | – | – | – | – | – | – | – | – | – | 1 | 1 | – | – | 1 | 1  |

Stand: nach der U23-WM 2021